# Paola Núñez

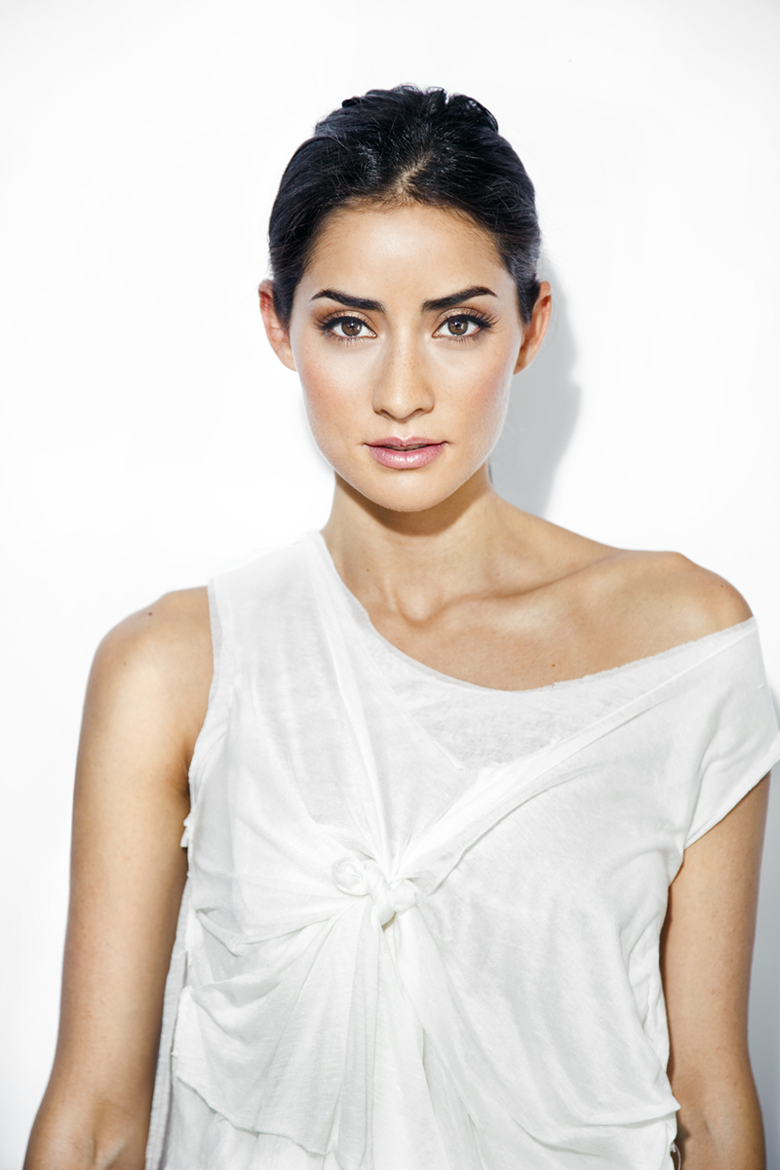
Paola Núñez

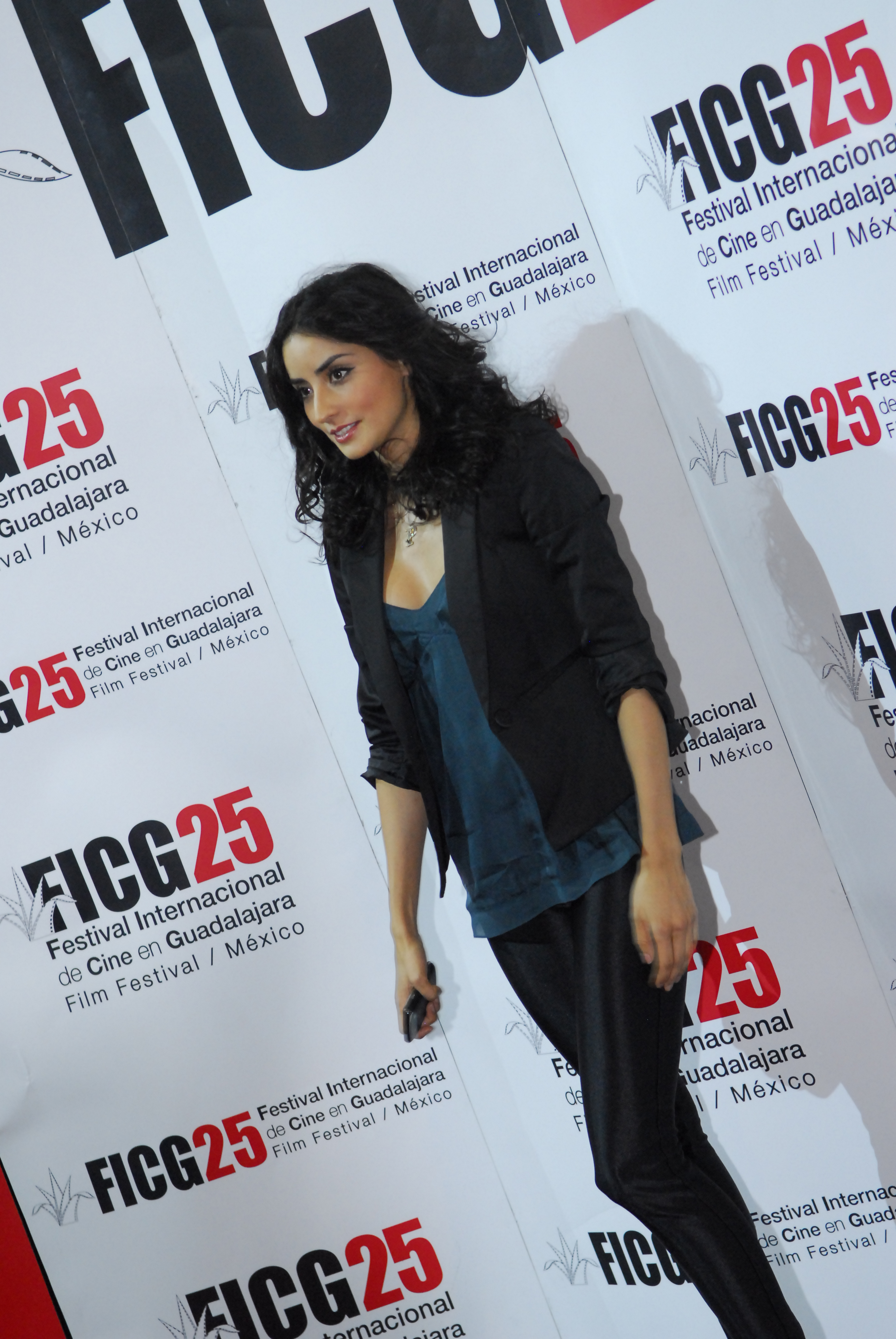
Paola Núñez na Guadalajara International Film Festival (2010)

Paola Núñez Rivas (ur. 8 kwietnia 1978 w Tijuana w stanie Baja California w Meksyku) – meksykańska aktorka i producentka filmowa oraz modelka.

## Kariera
Paola mając 14 lat zaczęła grać w teatrze, a jako szesnastolatka występowała w telewizji. Popularność zyskała dzięki roli Bárbary Bazterrica w telenoweli Amor en custodia (2005), Moreny Madrigal Ruedy w Pasión Morena (2009) oraz rolom w filmach Los inadaptados (2011) i Detrás del poder (2013). W 2014 roku zagrała główną rolę – Reinę Ortiz w telenoweli Królowa serc (Reina de corazones).
Núñez wystąpiła w roli modelki w sesji dla meksykańskiego magazynu GQ. W 2007 roku dołączyła do osób wspierających organizację Greenpeace.

## Filmografia
Filmy
- 2004: Miss Carrusel jako Claudia
- 2005: Ver, oír y callar
- 2009: Tres piezas de amor en un fin de semana jako Teresa
- 2010: Depositarios jako Verónica
- 2011: Los inadaptados jako Lucrecía
- 2013: Deseo jako Jovencita
- 2013: Detrás del poder jako Mónica
- 2014: El más buscado
- 2014: Dariela los martes jako Dariela
- 2015: El cumple de la abuela jako Andrea
- 2015: Runner jako Alba (film TV)
- 2019: Wesele babci (La Boda de la Abuela) jako Andrea
- 2020: Bad Boys for Life jako Rita
- 2024: Bad Boys: Ride or Die jako Rita

Seriale
- 2001: Tak jak w kinie (Como en el cine) jako Karen
- 2002: Súbete a mi moto jako Leticia
- 2004: Tan infinito como el desierto
- 2004: La vida es una canción jako Margarita
- 2004: Las cinco caras del amor jako Juana Micaela
- 2005: Lo que callamos las mujeres jako Isabel
- 2005: Amor en custodia jako Bárbara Bazterrica
- 2007: Mientras haya vida jako Elisa Montero
- 2009: Ciemna namiętność (Pasión Morena) jako Morena Madrigal Rueda
- 2013: Destino jako Valeria González / Valeria Ríos de Montesinos
- 2014: Królowa serc (Reina de corazones) jako Reina Ortiz
- 2014: Palabra de Ladrón jako Julia Lagos
- 2017: La Hermandad jako Natalia Alagon
- 2017-2019: Syn (The Son) jako Maria García
- 2019: Noc oczyszczenia jako Esme Carmona
- 2019: Królowa południa jako Manuela Cortés Santos
- 2022: Resident Evil: Remedium jako Evelyn Marcus
- 2023: Zagłada domu Usherów jako dr Alessandra Ruiz
- 2024: Fire Country jako Roberta

Produkcja
- 2013: Detrás del poder
- 2014: Dariela los martes